# 甜點王子2：心動奇蹟
《甜點王子2:心動奇蹟》是由樂玩遊戲所製作的一款乙女向模擬經營類手機遊戲。遊戲主題為「甜點、旅行、星座及戀愛」，玩家會扮演擁有一艘飛行烘焙船的甜點師七海空，為了實現童年的夢想而踏上了冒險之旅。在旅程中，遇到來自不同國度的帥氣夥伴。12位王子的命運交織在一起，展開讓人臉紅心跳的浪漫旅程。本遊戲由傳奇網絡遊戲進行代理。本作與前作甜點王子1共享同一世界觀。该作于2021 年 5 月 31 日正式結束營運。

## 故事概要
故事由東京開始，講述女主角七海空是從小擁有乘坐飛行船甜點店並作為店長到世界各地旅行的夢想，這個夢想在空長大後被她已離世的外婆七海葵實現。而於店點店開張當天意外發現外婆擁有「奇蹟甜點」的食譜。空認為收集奇蹟食譜是外婆的遺願，決心到世界各地旅行並收集奇蹟食譜。在旅程途中，空卻發現奇蹟甜點未必如同傳說一樣，是帶來好運的食譜，更發現兄長七海怜的悲劇身世與奇蹟甜點有關。

## 登場人物

### Sugar Plume
七海 空（ななみ そら，Nanami Sora）
聲優：沒有
『Sugar Plume』的店長／身高：163cm／體重：59kg／生日：玩家設置／出生地：東京
喜歡：製作甜點、男朋友
性格奮發向上的甜點師。同時是傳說中的奇蹟甜點師。
大學畢業後，為了實現約定與夢想，開著奶奶留給她的馬卡龍飛行船和哥哥、青梅竹馬一起開啟冒險的旅途。
提到甜點的事就會變得格外認真，並會將一切抛於腦後。
經常不自覺地吐糟其他人物的話語，船上的所有成員都被吐糟過。
穆 淮清（む　はいしん，Mu Huai Qing）
聲優：細谷佳正(日)、余宗翰(台)
身高：187cm／體重：81kg／生日：1月13日／出生地：台北
喜歡：梅子、武術、鍛鍊／討厭：說謊／代表星座：摩羯座
身手高超，總是面無表情的偵探。為羅伯斯及央的合作夥伴。
沉默寡言，比起用說的，更喜歡實際行動。
看起來木訥，其實很聰明，不是會任人欺負的類型。
從不說謊，自己答應的事情絕對會完成。
最不理解的事情是，為什麼動物總是喜歡靠近自己。
事實上小時候與空見過面，空為其極少數信任的人。
伊恩・休斯（イアン・ヒューズ，Ian Hughes）
聲優：江口拓也(日)、蔣鐵城(台)
身高：182cm／體重：73kg／生日：1月25日／出生地：溫哥華
喜歡：甜點、焦糖瑪奇朵、安靜／討厭：酸味、虛偽的人／代表星座：水瓶座
知名的甜點食評家，擁有絕對味覺。為結樂祈‧休斯的兄長。
講話毫不留情，毒舌又一針見血。
非常討厭麻煩，對複雜的人事物毫無興趣。
喜歡安靜，看起來對什麼事物都不執著。
與空在大學甜點社認識，從未察覺自己對空一見鍾情。
星原 慧（ほしはら　あきら，Hoshihara Akira）
聲優：代永翼(日)、賈文安(台)
身高：168cm／體重：60kg／生日：3月14日／出生地：大阪
喜歡：甜食、黑色動物、海／討厭：雨天、味道重的水果／代表星座：雙魚座
近年來崛起的超人氣推理小說家。與伊恩為好友，稱對方為「小黑」，經常利用伊恩和空去逃避催稿。
筆名為九鷺音湖，實際上是日語「くろねこ(黑貓)」的意思。
樂天派，活潑外向，是個永遠充滿精力的話匣子。
喜歡觀察別人，做為自己的創作參考。
想法天馬行空，對人事物都有一套自己獨特的見解。
有著只要他在氣氛就不會冷場的絕對自信。
雖然有著一副未成年的樣子，但事實上是31歲的大叔。
里柏爾・萊尼亞克（リボール・レニャック，Liboire Lignac）
聲優：浪川大輔(日)、宋昱璁(台)
身高：184cm／體重：74kg／生日：4月9日／出生地：第戎
喜歡：睡覺、刺蝟小翔、鮮奶茶、音樂／討厭：鬼怪、海鮮／代表星座：牡羊座
世界甜點大賽的冠軍，同時也是萊亞酒莊的莊主。
養了一只名叫小翔的刺蝟，亦因此跟翔成為怨家，事實上很重視對方。
平時非常懶惰散漫，能不動就不動。
很聰明但不喜歡思考，喜歡把事情拖到最後一刻才做。
直率，喜歡和討厭都很明顯，容易生氣但很快就會消氣。
把睡覺視為人生中最重要的一份工作。
七海 怜（ななみ さとし，Nanami Satoshi）
聲優：寺島拓篤(日)、孟慶府(台)
身高：178cm／體重：73kg／生日：5月19日／出生地：東京
喜歡：運動、存錢、速食／討厭：鮮奶油、妹妹討厭自己／代表星座：金牛座
人氣影音實況主，性格正直開朗。與空沒有血緣關係。
熱愛運動，喜歡冒險，為人熱心。只是有時會有點固執和鑽牛角尖。
勤儉持家，還能用的東西絕對不會浪費。
非常疼愛妹妹，常說妹妹是世界上最可愛的女孩，嚴重妹控。
私底下暗戀妹妹，亦因此大學畢業後到外國發展實況事業，逃避這件事實。
宇都宮 翔（うつのみや しょ，Utsunomiya Sho）
聲優：谷山紀章(日)、黃天佑(台)
身高：176cm／體重：68kg／生日：6月4日／出生地：東京
喜歡：海鮮、72%以上黑巧克力／討厭：辣、La Mure／代表星座：雙子座
實力驚人卻低調從容的神秘無名甜點師。看上去難以親近，其實意外地健談。
富有創意，經手的甜點都充滿個人特色。
隨心所欲，出其不意，喜好嘗試一般人不會嘗試的事物。
擁有雙重人格。每到夜晚時會變成裏人格「科莫Cosmo」，性格變得唯我獨專，身份是知名的地下歌手。
於前作登場過，為前作男主角宇都宮菫的雙胞胎弟弟，同時是導致雙重人格的原因之一，憎恨哥哥所在的甜點公司。
亞雷西奧・吉羅尼（アレッシオ・ジローニ，Alessio Ghironi）
聲優：福山潤(日)、李世揚(台)
身高：188cm／體重：80kg／生日：7月11日／出生地：羅馬
喜歡：檸檬扎片、卡諾里、小孩／討厭：半熟肉類、蘋果、背叛者／代表星座：巨蟹座
歷史悠久的黑手黨家族成員，因為前女友的離世而離開了吉羅尼家族。
為蒼平的小舅，對蒼平過於懂事而頭痛，一度親自教授對方槍技。
平時性格成熟穩重，是個可靠的大叔。
面對各種危機都能臨危不亂，但若是侵犯到自己的領域，則會毫不手軟的反擊。
最喜歡喝紅酒，對萊亞酒莊出產的紅酒特別沒有抵抗力。
事實上是個美男子，只是本人因挫折而不修邊幅。
拉尼爾・梅吉德（ラニル・メジッド，Ranil Medjed）
聲優：增田俊樹(日)、于正昌(台)、羅偉傑(港)
身高：181cm／體重：70kg／生日：8月10日／出生地：開羅
喜歡：香料、動物、高級食材／討厭：甜食、傳統地圖／代表星座：獅子座
頂尖香料集團的現任執行長，驕傲自負。
個性霸道專制，享受眾人關注的目光。
自尊心高，做錯事一般不道歉，會用其他辦法來補救。
看起來人很難相處，但其實意外地單純。
沒有方向感以及熱愛小動物，但不承認。
櫻庭 蒼平（さくらば　そへい，Sakuraba Sohei）
聲優：花江夏樹(日)、鍾少庭(台)、簡懷甄(港)
身高：176cm／體重：65kg／生日：8月30日／出生地：威尼斯
喜歡：抹茶、起司、弓道／討厭：草莓、散漫、雜亂／代表星座：處女座
空和怜的青梅竹馬，實力派日本料理師。
個性嚴謹，追求完美，對自己的要求尤其高。
遵守規矩，行事上一絲不茍，因此容易在一些小事上糾結。
習慣把心思藏在心底，不習慣表達自身情感亦，因此暗戀空多年亦未曾表白過。。
最大的困擾是從小到大，運氣總是特別差。
艾維斯・凱勒（エルビス・ケラー，Elvis Keller）
聲優：櫻井孝宏(日)、江志倫(台)、杜景煜(港)
身高：190cm／體重：78kg／生日：10月7日／出生地：洛杉磯
喜歡：演戲、辣、番茄／討厭：高熱量食物、作出選擇／代表星座：天秤座
童星出身，將演戲看得比生命還重要的知名演員。
外型出眾，個性天然隨和，被粉絲稱為「天使」。
個性天然黑，有時不經意說出的話，會讓人懷疑自己是不是聽錯了。
有選擇障礙，只要碰到選項就會卡住一段時間。
私底下是音癡，唱歌五音不全，但他似乎蠻樂在其中。
姜尹宇（ガン ユンウォン，간윤원，Kang Yoon Won）
聲優：西山宏太朗(日)、何志威(台)、張振熙(港)
身高：179cm／體重：70kg／生日：11月16日／出生地：首爾
喜歡：蜂蜜、蔬菜、柚子／討厭：韭菜、焦糖、睡覺／代表星座：天蠍座
世界第一名校出身，雙商皆高的天才實習醫生。
醫學系和心理系雙主修，是校內的傳奇人物。
性格溫和，卻總給人一種很有距離感的感覺，但願意傾聽夥伴們的煩惱。
聲音很好聽，只是聽他說話就能讓人放鬆。
事實上是超越時空來到過去保護空的人，姜尹宇不是真正的名字。
羅伯斯・弗萊雷（ロボス・フレイレ，Lobos Freire）
聲優：豐永利行(日)、賈文安(台)、羅偉傑(港)
身高：185cm／體重：75kg／生日：12月3日／出生地：倫敦
喜歡：牛肉、低脂鮮奶、社交／討厭：甜食、懼高、被管治／代表星座：射手座
為人紳士，聰明狡猾的英國貴族偵探。
學識淵博，知道很多一般人不知道的小知識。
善於說話，總能輕易引導別人的思考方向。
喜歡打賭，還特別喜歡戲弄別人。
表面謙虛，但其實很有自信，老是擺出反派的姿態。

### 主要配角
七海葵（ななみ あおい，Nanami Aoi）
七海怜及七海空的奶奶。
收養了小時候失去了父母的七海空以及照顧同樣失去雙親的孫子。因此怜及空都十分重視葵。
多年前因病而離世，留下了飛行船甜點店給養孫女空。
事實上是奇蹟甜點師，但因當年為怜的父母製作奇蹟甜點意外令他們被害後便不再當奇蹟甜點師。
央・奥頓伍德（ヤニック・オートンウッド，Yannick Ortonwood）
倫敦市的警官，與羅伯斯及淮清是合作關係。
多次提議羅伯斯配戴隱影眼鏡，但被其拒絕，一度與淮清強迫對方配戴。
有一個喜歡兜售香水的女裝癖弟弟，對弟弟十分嚴格，但其實很關心弟弟。
在倫敦主線劇情時，協助空與其他夥伴一起抓捕售賣假奇蹟甜點的商人。
後來亦偶爾光顧Sugar Plume，喜歡吃Sugar Plume製作的甜點。
因為眼神凶痕而被罪犯認為其混過黑道，事實上只是熬夜打電動引致黑眼圈的不正經警官。
琪亞拉・吉羅尼（キアラ・ジローニ，Chiara Ghironi）
亞雷西奧的姐姐以及蒼平的母親，是黑手黨成員之一。
在威尼斯經營披薩店，曾誤將手榴彈當作披薩送出，偶爾有點冒失的性格。
雖然與櫻庭政男離婚，但事實上還是會跟對方到世界各地拍拖。
櫻庭 政男（さくらば　まさお，Sakuraba Masao）
琪亞拉已離婚的丈夫，蒼平的父親。
華櫻亭的主廚，為了培養蒼平成為下任主廚而從小對其嚴厲，對料理十分挑剔。
人生戒律是踏實而知足，但對琪亞拉有貪心的一面。
無論琪亞拉特製任何特別料理都會將其吃光，據蒼平所言，這是他對琪亞拉愛的表現。

## 設定

#### 奇蹟甜點
傳說中會為人帶來好運的甜點。
製作方式十分繁複，而材料絕大部分都是珍貴食材。
可以製作奇蹟甜點的人會被稱為「奇蹟甜點師」

## 备注
1. ↑  官方稱呼，玩家名字可以變更，姓氏為固定。
2. ↑  前作的主要甜點店。

## 外部連結
- （繁體中文）甜點王子2:心動奇蹟 官方網站 （页面存档备份，存于）